# Orthocladius luteus
Orthocladius luteus är en tvåvingeart som beskrevs av Maurice Emile Marie Goetghebuer 1934. Orthocladius luteus ingår i släktet Orthocladius och familjen fjädermyggor.
Artens utbredningsområde är Tyskland. Inga underarter finns listade i Catalogue of Life.